# ژوپانگاتس
ژوپانگاتس (به صربی: Županjac) یک منطقهٔ مسکونی در صربستان است که در بلگراد واقع شده‌است. ژوپانگاتس ۸٫۲۳ کیلومتر مربع مساحت و ۵۰۸ نفر جمعیت دارد و ۱۶۶ متر بالاتر از سطح دریا واقع شده‌است.